# Operace Barak
Operace Barak (hebrejsky:  מבצע ברק, Mivca Barak doslova Operace Blesk) byla vojenská akce provedená v květnu 1948 počátkem první izraelsko-arabské války, respektive během takzvané občanské války v Palestině, krátce před koncem britského mandátu nad Palestinou, tedy před vznikem státu Izrael, židovskými jednotkami Hagana. Jejím cílem bylo ovládnout území v pobřežní nížině jižně od Tel Avivu. Šlo o součást Plánu Dalet, kdy židovské síly obsazovaly ještě před koncem mandátu klíčové oblasti přidělené rozhodnutím OSN budoucímu židovskému státu. Ve stejné době Židé ovládli města Tiberias, Safed a Haifa.
Operaci Barak provedla nově zřízená Brigáda Giv'ati. Ta měla za úkol ovládnout důležité dopravní tahy, zničit místní dobrovolnické arabské síly a zároveň posilovat židovskou sídelní síť v tomto regionu. Akce navazovala na předchozí Operaci Chamec, která znamenala dobytí arabských sídel v zázemí města Jaffa.